# Mesodontrachia desmonda
Mesodontrachia desmonda је пуж из реда Stylommatophora. 

## Угроженост
Ова врста је на нижем степену опасности од изумирања, и сматра се скоро угроженим таксоном.

## Распрострањење
Аустралија је једино познато природно станиште врсте.

## Станиште
Врста Mesodontrachia desmonda има станиште на копну.